# Scatopsciara brevisapodeme
Scatopsciara brevisapodeme är en tvåvingeart som beskrevs av Alam, Gupta och Chaudhuri 1996. Scatopsciara brevisapodeme ingår i släktet Scatopsciara och familjen sorgmyggor.
Artens utbredningsområde är West Bengal (Indien). Inga underarter finns listade i Catalogue of Life.